# San Giovannino (Andrea del Sarto)
San Giovannino è un dipinto a olio su tavola (94x68 cm) di Andrea del Sarto, databile al 1523 circa e conservato nella Galleria Palatina di Firenze.

## Storia
Vasari citò due opere di Andrea del Sarto raffiguranti san Giovannino a mezza figura. La prima dipinta per Giovan Maria Benintendi, che poi la donò a Cosimo I, è quella nel museo fiorentino; la seconda destinata al Gran Maestro di Francia, ma in seguito venduta a Ottaviano de' Medici, è forse il lavoro giovanile oggi al Worcester Art Museum.
Il San Giovannino della Palatina è infatti ricordato, col nome del donatore, nella Guardaroba Medicea nel 1553. Citata negli inventari medicei dal 1589, è esposta nella Sala di Giove della galleria almeno dal 1828.
La scelta del soggetto doveva essere legata al suo ruolo centrale nel tema del Battesimo di Cristo, che ispirava la decorazione dell'anticamera del Benintendi, assieme a una Betsabea al bagno del Franciabigio (Dresda, Gemäldegalerie), la Leggenda del figlio del re morto del Bacchiacca (ibidem), il Battesimo di Cristo del Bacchiacca (Berlino, Gemäldegalerie) e l'Adorazione dei Magi di Pontormo (pure nella Galleria Palatina, ma in una sala diversa).

## Descrizione e stile
Su uno sfondo scuro il Battista si staglia a mezza figura come un adolescente in posa eroica, modellato sull'esempio delle sculture classiche. Il volto, caratterizzato come un ritratto, invia un intenso sguardo verso un punto a sinistra, bloccando l'attimo come nel David di Michelangelo, e segnando un'incredibile anticipazione sulle figurazioni di Caravaggio. La mascella è squadrata e robusta, le labbra carnose, il naso dritto, gli occhi espressivi, i capelli capricciosamente irsuti.
Il santo ha la pelle di cammello del suo eremitaggio legata in spalla, che ricade all'altezza della vita lasciando scoperto il petto e le braccia. In mano regge la bacinella con cui impartiva il battesimo e un cartiglio arrotolato (allusione al suo tipico messaggio "Ecce Agnus Dei"), mentre la semplice croce fatta di canne legate è appoggiata in primo piano, in basso a destra. Un drappo rosso ravviva intensamente la cromia.
Notevole appare la fusione tra la plasticità scultorea michelangiolesca, lo sfumato leonardesco e la grazia classica derivata dalla lezione di Raffaello.